# Akrobatka karliczka
Akrobatka karliczka (Acrobates pygmaeus) – gatunek ssaka z rodziny akrobatkowatych (Acrobatidae).

## Taksonomia
Gatunek po raz pierwszy zgodnie z zasadami nazewnictwa binominalnego opisał w 1794 roku brytyjski zoolog George Shaw nadając mu nazwę Didelphis pygmaea. Miejsce typowe według oryginalnego opisu to „Nowa Holandia”, tj. Sydney, Nowa Południowa Walia, Australia. Okaz typowy (lektotyp) to samiec o sygnaturze BMNH 83.3.17.1 z kolekcji Muzeum Historii Naturalnej w Londynie.
Gatunek monotypowy.

### Etymologia
- Acrobates: gr. ακροβατoς akrobatos „idąc w górę”, od ακροβατεω akrobateō „wspinać się do góry”[11].
- pygmaeus: łac. pygmaeus „liliput”, od gr. πυγμαιος pugmaios „liliput, wielkości pięści”, od πυγμη pugmē „pięść”[12].

## Zasięg występowania
Akrobatka karliczka występuje w południowo-wschodniej Australii, od McPherson Range i Border w południowo-wschodnim Queensland, na południe do Wiktorii i południowo-wschodniej Australii Południowej; nieobecna w przybrzeżnych obszarach zlewiskowych Wielkich Gór Wododziałowych, przynajmniej na południe od rzeki Wallamba River i na zachód od Wielkich Gór Wododziałowych w Nowej Południowej Walii (ale prawdopodobnie występuje do granicy wzrostu drzew w Southern Tableland), oraz w śródlądowych zlewniach odwadniających dorzeczy Murray w Wiktorii.

## Wygląd
Długość ciała 5-7,7 cm, ogona 6-8,1 cm, masa 8-18,5 g. Wierzch ciała szarobrązowy, na spodzie ciała biała. Ogon ma dwa rzędy włosów, co nadaje mu wygląd pióra. Jest to przystosowanie do lotu ślizgowego. Błona lotna, rozpięta pomiędzy kończynami jest wąska i gruba. Umożliwia loty ślizgowe na odległość 20 metrów. Opuszki palców mają strukturę pozwalającą na utrzymywanie się na gładkiej powierzchni.

## Środowisko życia
Lasy eukaliptusowe na wschodnim wybrzeżu, w głębi kontynentu również lasy twardolistne i inne obszary leśne.

## Tryb życia
Gatunek ten jest aktywny nocą. Odżywia się nektarem, bogatymi w cukier sokami drzew oraz małymi owadami. Gniazda zbudowane z liści eukaliptusa umieszcza głównie w dziuplach drzew. Akrobatki są zwierzętami socjalnymi – w jednym gnieździe może znajdować się do 16 zwierząt, a do 40 – na jednym drzewie.

## Status zagrożenia
W Czerwonej księdze gatunków zagrożonych Międzynarodowej Unii Ochrony Przyrody i Jej Zasobów został zaliczony do kategorii LC (ang. least concern ‘najmniejszej troski’).

## Hodowla
W 1999 roku okazy z Taronga Zoo w Sydney trafiły do Nowego Zoo w Poznaniu. Po wdrożeniu programu rozrodczego placówka doczekała się potomstwa, które z Poznania przekazywane było do innych europejskich ogrodów zoologicznych.

## Konotacje w kulturze
Do 1991 roku akrobatka karliczka widniała na rewersie australijskiej monety jednocentowej, do momentu, kiedy Australia zaprzestała bić monety o takim nominale.